# New Rochelle Motor Company
New Rochelle Motor Company war ein US-amerikanischer Hersteller von Automobilen. Eine andere Quelle verwendet die Firmierung New Rochelle Motor Car Company.

## Unternehmensgeschichte
Clifford Bonneville gründete das Unternehmen im April 1903 in New Rochelle im US-Bundesstaat New York. Im gleichen Jahr begann die Produktion von Automobilen und Motorbooten. Der Markenname lautete New Rochelle.
Am 28. Juli 1903 zerstörte ein Feuer das dreigeschossige Werk komplett. 14 Automobile und 2 Motorboote wurden ein Opfer der Flammen. Zwei Fahrzeuge konnten gerettet werden. Der Schaden betrug zwischen 50.000 und 225.000 US-Dollar. Die Versicherung belief sich allerdings nur auf 14.000 Dollar. Pläne, ein neues Werk zu bauen und die Produktion wieder aufzunehmen, scheiterten.